# Bengler (Ritterbund)
Die Bengler (auch Bengeler- oder Klüppelgesellschaft) waren eine Adelsgesellschaft hessischen und westfälischen Adels.

## Geschichte
Die Bengler wirkten Ende des 14. Jahrhunderts und sind benannt nach ihrem Gesellschaftszeichen, das einen Bengel (auch Morgenstern, oder Streitkolben) darstellt. Die Ritter der Bengler Gesellschaft sollen ein goldenes und die Knappen ein silbernes Zeichen getragen haben, wahrscheinlich an einer Kette vor der Brust, wie es bei anderen Gesellschaften (z. B. Sichelgesellschaft, Sternerbund und Schleglerbund) üblich war.
Der Bund wurde von Konrad II. Spiegel zum Desenberg, Friedrich d. Ä. vom Alten Haus Padberg, Friedrich III. von Hertingshausen und 26 anderen Mitgliedern am 29. September 1391 gegründet, nachdem die Falken-Gesellschaft aufgelöst worden war. Die Gründung der Bengler ging auf die Initiative Friedrichs vom Alten Haus Padberg d. Ä., der mit dem Hochstift Paderborn in Fehde lag, und des mainzischen Landvogtes Konrad Spiegel zum Desenberg zurück, der damit vermutlich Unterstützung für die Auseinandersetzung zwischen dem Erzstift Mainz und der Landgrafschaft Hessen (unter Landgraf Hermann II.) organisieren wollte. Folgerichtig nahm der Mainzer Erzbischof Konrad II. von Weinsberg die Bengler unmittelbar nach ihrer Gründung unter seinen Schutz und verbündete sich am 5. November mit ihnen. Der Bund wurde für die Dauer von drei Jahren gegründet.
Die Bengler (ohne Konrad Spiegel zum Desenberg) kämpften vor allem gegen Bischof Ruprecht von Berg von Paderborn. 1391 wurde Friedrich von Padberg mit 48 Mann gefangen genommen, jedoch gegen Lösegeld wieder freigelassen. Dem folgte eine Ausweitung der Fehde, in deren Verlauf die Gegend um Padberg vom Paderborner Bischof vollständig verwüstet wurde.
Das Wirken der Bengler ist einzuordnen in größere politische Zusammenhänge der Zeit. Bei seinen Raubzügen durch das Paderborner Land in 1394 fand Friedrich von Padberg auch Unterstützung von Graf Dietrich von der Mark.
Zerschlagen wurden die Rebellen erst 1396 durch den Paderborner Fürstbischof Johann I. von Hoya und dessen Bruder Otto IV., den Fürstbischof von Münster.

## Die 29 Mitglieder

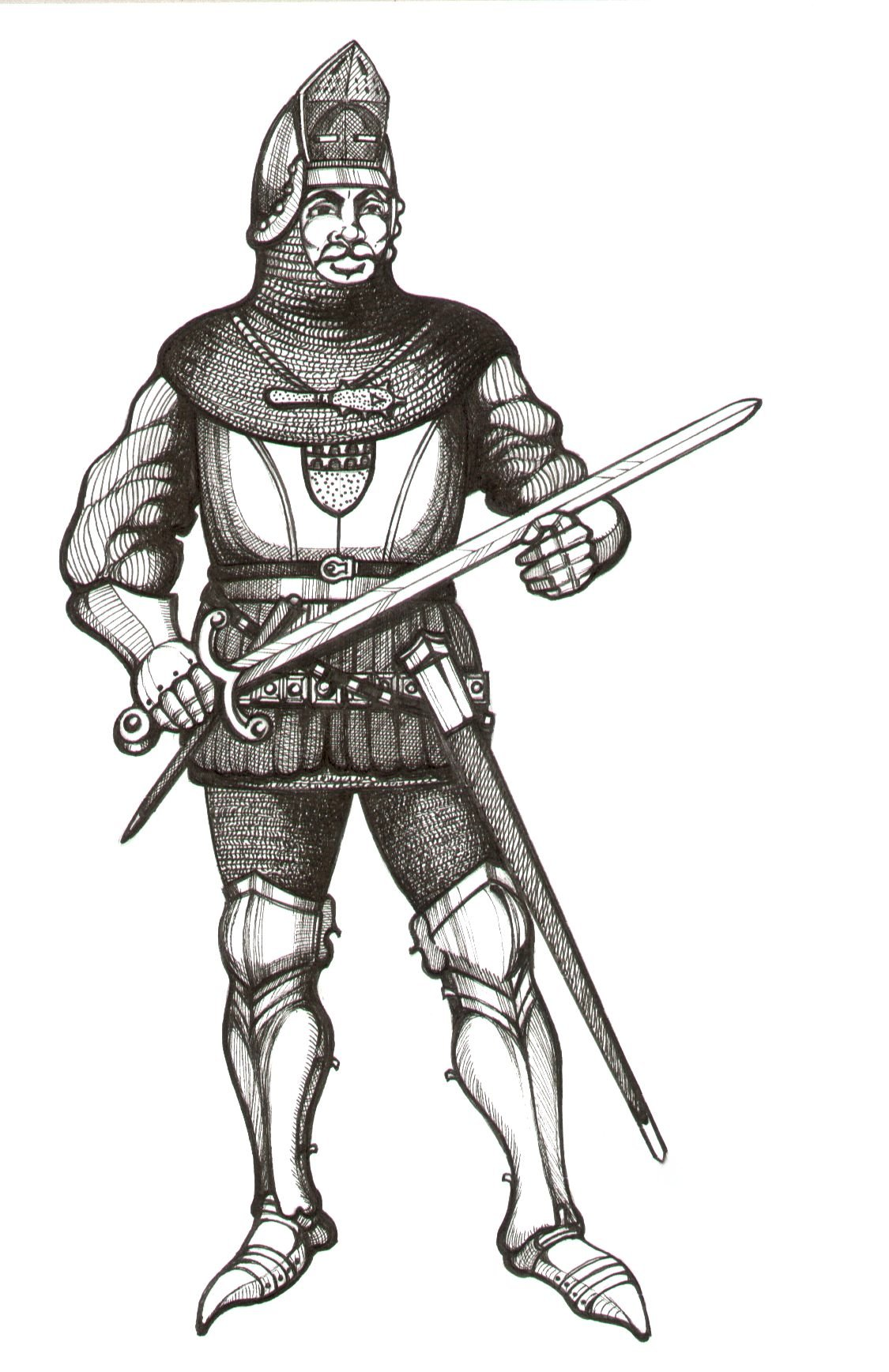
Friedrich III. vom Alten Haus Padberg, einer der Führer der Bengler (Rekonstruktion 2007)

- Konrad II. Spiegel zum Desenberg, Führer der Bengler, mainzischer Landvogt[2]
- Heinrich von Urff
- Rörich I. von Eisenbach
- Simon von Haune (siehe auch Vitalisnacht)
- Bertold von Löwenstein zu Westerburg
- Heinrich Spiegel zum Desenberg
- Friedrich vom Alten Haus Padberg d. Ä., und seine Söhne,
- Friedrich vom Alten Haus Padberg d. J.
- Johann vom Alten Haus Padberg
- Friedrich III. von Hertingshausen
- Hans von Falkenberg
- Konrad/Kunzmann von Falkenberg
- Simon II. von Wallenstein
- Johann III. von Eisenbach
- Rörich II. von Eisenbach
- Johann von Falkenberg zur Densburg
- Werner von Falkenberg zur Densburg
- Gottfried von Löwenstein zu Schweinsberg
- Werner von Löwenstein zu Westerburg
- Reinhard von Löwenstein zu Löwenstein
- Guntram von Urff
- Konrad von Urff
- Bodo von Adelebsen
- Johann von der Malsburg
- Bernhard von Dalwigk d. Ä.
- Thile Wolff von Gudenberg zu Itter
- Rabe von Canstein
- Otto von Holzhausen
- Hermann von Holzhausen, Ottos Bruder
- Giso von Bimbach